# Ptychomitrium microblastum
Ptychomitrium microblastum là một loài rêu trong họ Ptychomitriaceae. Loài này được (Müll. Hal.) Paris mô tả khoa học đầu tiên năm 1900.